# Blázni a dobrovolníci
Blázni a dobrovolníci (v anglickém originále Volunteers) je americká filmová komedie z roku 1985. Režisérem filmu je Nicholas Meyer. Hlavní role ve filmu ztvárnili Tom Hanks, John Candy, Rita Wilson, Tim Thomerson a Gedde Watanabe.

## Děj
V roce 1962 Lawrence Bourne III, rozmazlený syn bohatého otce, absolvuje Yaleovu univerzitu s gamblerským dluhem 28 000 dolarů. Když jeho otec odmítne dluh zaplatit, Lawrence uniká před věřiteli tím, že si vymění místo se spolubydlícím Kentem, který se chystá na misi Mírových sborů do Thajska. Na palubě letadla se Lawrence seznámí s Tomem Tuttlem, absolventem Washington State University, a krásnou, pragmatickou Beth Wexlerovou. Když Beth zjistí pravý důvod jeho cesty, odmítá Lawrencovy návrhy.
V Thajsku jsou pod vedením Johna Reynoldse přiděleni k projektu stavby mostu pro místní vesničany. Hned první den se Tuttle dostane do sporu s vesničany ohledně použitého dřeva. Jediný místní, který mluví anglicky, je At Toon, s nímž se Lawrence spřátelí. Lawrence se snaží získat Beth, ale ta je unesena Reynoldsem, který, jak se ukáže, spolupracuje s mocným drogovým magnátem Chungem Meem. Chung Mee nutí tým urychleně dokončit most. Mezitím je Tuttle zajat komunistickými povstalci a je mu vymyt mu mozek, aby plnil jejich rozkazy. Lawrence a At Toon zachrání Beth. Ta naléhá, aby most zničili, s čímž Lawrence nejprve váhavě souhlasí po vyznání lásky. Získají vesničany pro tento plán a přivedou Tuttlea zpět k realitě. Společně naplánují umístění dynamitu do středu mostu, aby se celá konstrukce zhroutila.
Jejich plán funguje dobře, dokud Lawrence není konfrontován s Reynoldsem, který mu vyhrožuje smrtí. Lawrence ho rozptýlí dostatečně dlouho, aby mohl uskutečnit plán, a skočí do řeky, když most vybuchne. Beth zachrání Lawrence provedením umělého dýchání a políbí se, když se Lawrence probere. Mezitím se o kontrolu nad mostem ucházejí CIA, komunističtí povstalci i místní drogový baron. Most je nakonec vyhozen do povětří přímo před postupujícími komunistickými rebely a žoldáky CIA.
O něco později se Lawrence a Beth vezmou v thajské vesnici. Lawrence píše rodičům, že konečně udělal něco správného ze správných důvodů. Společně s Beth otevřou v jihovýchodní Asii výnosné kasino.

## Obsazení
| Tom Hanks       | Lawrence Bourne III  |
| John Candy      | Tom Tuttle           |
| Rita Wilson     | Beth Wexler          |
| Tim Thomerson   | John Reynolds        |
| Gedde Watanabe  | At Toon              |
| George Plimpton | Lawrence Bourne, Jr. |
| Ernest Harada   | Chung Mee            |
| Allan Arbus     | Albert Bardenaro     |
| Xander Berkeley | Kent Sucliffe        |